# Quartier Gare Nord
Le quartier Gare Nord est la dénomination d'un quartier situé dans la ville du Mans. 

## Géographie

### Situation
Le quartier est situé à environ un ou deux kilomètres au sud du centre-ville du Mans. Il est délimité à l'Ouest par le pont des tabacs, à l'est par les viaducs ferroviaires de Jean Jaurès et au sud par la gare elle-même qui se scinde en deux parties. Au Nord, le quartier se confond petit à petit avec le centre-ville. La place Aristide-Briand marque la fin de l’avenue du Général-Leclerc et la fin du quartier lui-même.  

### Principaux axes de circulation
- avenue du Général-Leclerc
- boulevard Demorieux
- boulevard Émile-Zola
- boulevard Lamartine
- boulevard de la Gare
- rue de Fleurus
- rue de Lorraine

## Description
Son nom provient de la gare s'y trouvant. Il offre la sortie donnant sur le centre-ville, alors que le quartier gare-sud dessert le quartier d'affaires Novaxud. Il est principalement constitué d’hôtels ou de services de restauration rapide, on y trouve[style à revoir] des établissements d'enseignement privés ou encore des magasins de proximité. Ce quartier offre un pôle multimodal avec le passage du tramway. Son histoire est partagée entre celle de la gare installée en 1852, et celle du centre-ville du Mans.
L'installation Les Empreintes des vainqueurs, honorant les pilotes victorieux des 24 Heures du Mans, est située dans le quartier depuis la gare jusqu'au square Bollée situé en face de l'hôtel Concordia.

## Édifices

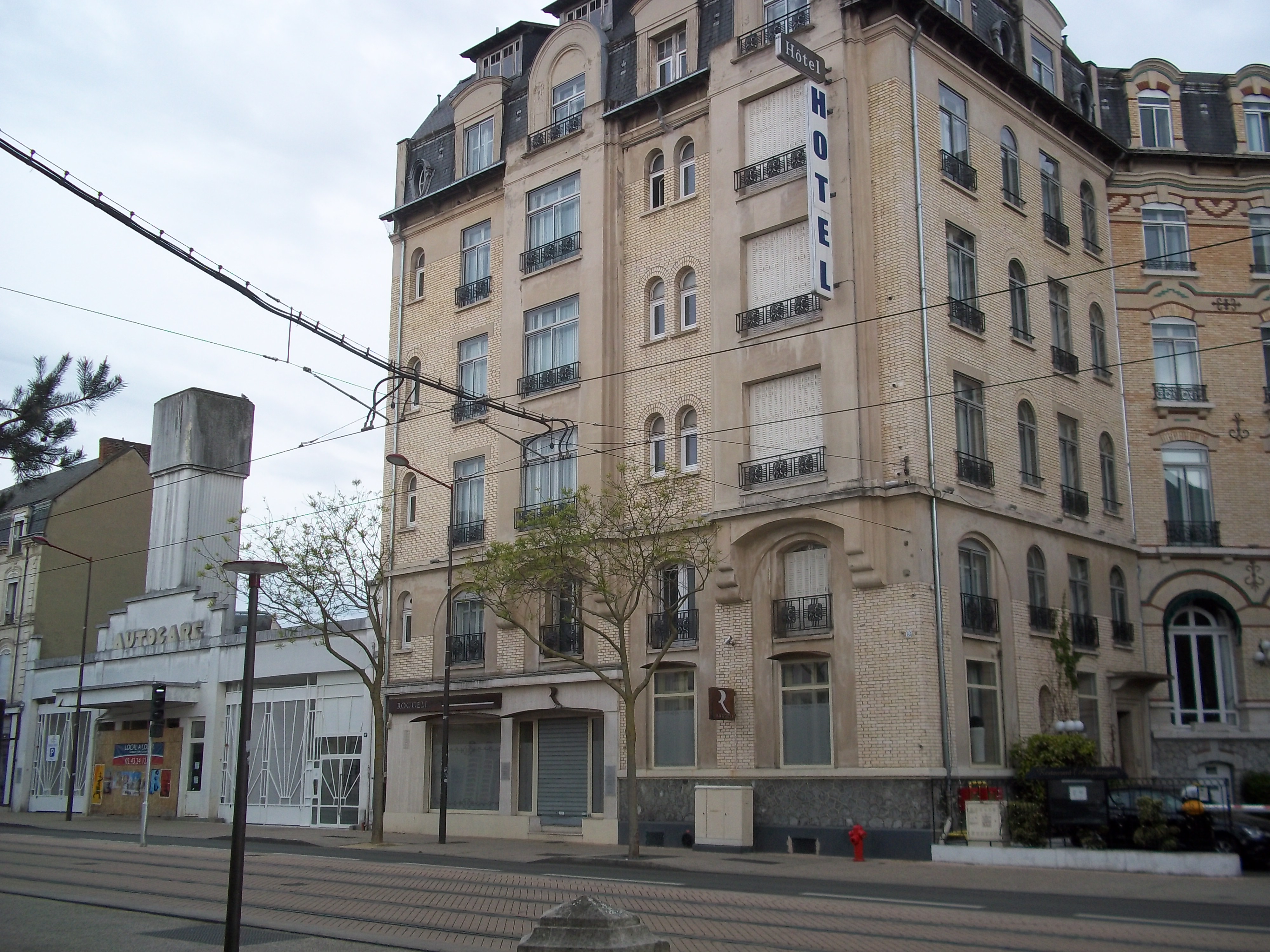
L'hôtel Concordia et l'ancienne gare routière

- la gare du Mans et son pôle multimodal
- la chapelle Saint-Joseph
- le Palais des congrès et de la culture
- place du 8-Mai-1945
- L'ancienne gare routière (Classée aux monuments historiques)